# Чарундаг
Чарунда́г (рос. Чарундаг, азерб. Çarındağ) — гірська вершина у північно-східній частині Великого Кавказу. Знаходиться на кордоні Росії (півдні Дагестану) та Азербайджану.